# ناتاليا سيدوفا
ناتاليا سيدوفا (بالروسية: Седова, Наталья Ивановна) ‏ (5 أبريل 1882 – 23 يناير 1962) ثورية روسية، وكتبت حول قضايا ثقافية تتعلق بالماركسية. وهي الزوجة الثانية للثوري الروسي ليون تروتسكي.

## حياتها
كان والدها تاجراً ثرياً، والتقت بليون تروتسكي في أواخر عام 1902 بعد هروبه من سيبيريا، وترك زوجته الأولى ألكسندرا سوكولوفسكايا خلفه مع ابنتيهما وتطلقا لاحقاً.

## زواجها بتروتسكي
تزوج تروتسكي وناتاليا في عام 1903. وأنجبا طفلين ليف سيدوف (1906 – 1938) وسيرغي سيدوف (1908 – 1937) وكلاهما ماتا قبل والديهما. وفسر تروتسكي ذلك قبل ثورة 1917: «لكي لا أجبر أبنائي على تغيير لقبهم فقد قمت بسبب متطلبات المواطنة بحمل لقب زوجتي». لكنه لم يستخدم اسم سيدوف أبداً لا في الحياة العامة ولا في الحياة الخاصة. 
وكانت ناتاليا توقع أحياناً باسم سيدوفا تروتسكايا. وظلا تروتسكي وزوجته الأولى ألكسندرا صديقين بعد طلاقهما. واختفت في عام 1935 خلال حملات التطهير الكبرى، وقتلت على أيدي رجال ستالين بعد ثلاث سنوات.

## أبناؤها
كان ليف سيدوف عضواً نشطاً وبارزاً في الحركة اللينينية البلشفية التي قادها والده وكاد يغتال بسببها. وابنه الآخر سيرغي سيدوف فلم يكن نشطاً سياسياً وظل في روسيا وكاد يقتل على أيدي عملاء جوزيف ستالين. 
بعد اغتيال زوجها في عام 1940 بقيت ناتاليا سيدوفا في المكسيك، وحافظت على الاتصال مع العديد من الثوريين المنفيين. وأشهر أعمالها هو السيرة الذاتية لتروتسكي، والتي شاركت في كتابتها مع الثوري الروسي فيكتور سيرغي.

## انفصالها عن حركة الأممية الرابعة
وكانت قريبة الصلة مع الثوري الإسباني غرانديزو مونيس، والذي قاد القسم اللينيني البلشفي الإسباني خلال الأحداث الثورية في الثلاثينات. وبتأثيره اعتنقت فكرة أن الاتحاد السوفيتي كان مجتمع دولة رأسمالي، وأن حركة الأممية الرابعة التي أسسها تروتسكي لم تحافظ على أهداف الشيوعية، لذا انفصلت عنها في عام 1951.